# Земля Обетованная (мемуары)
«Земля обетованная» (англ. A Promised Land) — четвёртая книга Барака Обамы, опубликованная 17 ноября 2020 года. Книга является мемуарами о ранней жизни Обамы до событий, связанных с убийством Усамы бен Ладена в мае 2011 года.
Книга получила множество рецензий и была включена в списки лучших по мнению The New York Times, The Washington Post и The Guardian. Коммерчески она была чрезвычайно успешной, и по состоянию на выпуск от 7 февраля 2021 года книга была бестселлером New York Times в области научной литературы в течение десяти недель подряд.

## Содержание
После объявления о публикации книги Обама написал в своём аккаунте Twitter, что он стремился «предоставить честный отчёт о своём президентстве, о силах, с которыми мы сталкиваемся как нация, и о том, как мы можем устранить наши разногласия и заставить демократию работать на благо всех».

### Основные моменты

#### Колледж
Обама, описывая свои дни учёбы в колледже в 1980-х годах, признался, что читал Карла Маркса, Мишеля Фуко и Герберта Маркузе, чтобы произвести впечатление на потенциальные любовные интересы. Обама вспоминал: «стыдно признавать, в какой степени моё интеллектуальное любопытство в первые два года учёбы в колледже совпадало с интересами различных женщин, с которыми я пытался познакомиться». Обама оценил своё чтение в колледже как «стратегию подбора девушек, мой псевдо-интеллектуализм оказался в основном бесполезным».

#### Описания других политиков
Обама дает благоприятные характеристики многим сотрудникам и другим политикам, с которыми он сталкивался на протяжении своей ранней жизни и президентства. В своём обзоре для New York Times Чимаманда Нгози Адичи отметила, что «привязанность Обамы к своему ближайшему окружению на первом сроке была „трогательной“ и что в своих описаниях других людей он „делает из людей героев“». В мемуарах восхваляется Клэр Маккэскилл за то, что она «проголосовала за свою совесть» в отношении Закона о мечте, а также Тимоти Гайтнера за то, что он справился с финансовым кризисом 2007—2008 годов.
Обама также критически относится к некоторым другим мировым лидерам, например, он написал, что « „сатирический образ мужской силы“ Владимира Путина является результатом привередливости подростка в Instagram». Премьер-министр Великобритании Дэвид Кэмерон описан Обамой как «человек с легкой уверенностью, на которого жизнь никогда не давила слишком сильно».

#### Нобелевская премия
Во время прибытия в Осло на Нобелевскую премию мира 2009 года, Обама заявил: «Идея о том, что я или любой другой человек мог бы принести порядок в таком хаосе казался смехотворным… На каком-то уровне толпы внизу приветствовали иллюзию». Обама также вспомнил, как сообщил своей жене эту новость после раннего утреннего телефонного звонка и получил ответ «это замечательно, дорогой», прежде чем она снова легла спать.

#### ООН
Обама отмечает в книге: «В разгар холодной войны шансы на достижение какого-либо консенсуса были невелики, вот почему ООН бездействовала, когда советские танки въезжали в Венгрию или американские самолёты сбрасывали бомбы на сельскую местность Вьетнама. Даже после окончания холодной войны разногласия в Совете Безопасности продолжали ограничивать способность ООН решать проблемы. Его государствам-членам не хватало ни средств, ни коллективной воли, чтобы восстановить разрушающиеся государства, такие как Сомали, или предотвратить этническую резню в таких местах, как Шри-Ланка».

## Переводы
Книга имеет перевод на 24 языках: албанском, арабском, болгарском, китайском, чешском, датском, голландском, финском, французском, немецком, греческом, иврите, венгерском, итальянском, японском, корейском, литовском, норвежском, персидском, польском, португальском, румынском, испанском, шведском и вьетнамском.

## Отзывы
По данным сайта-агрегатора книжных обзоров Book Marks, «Земля обетованная» получила положительные отзывы. Из 33 собранных отзывов 12 были классифицированы как «восторженные», 16 как «положительные» и 5 как «смешанные».

### Критика
В своей рецензии Чимаманда Нгози Адичи раскритиковала Обаму за его непрекращающееся «нежелание прославляться», написав: «Это вызывает желание сказать в ответ: „Послушайте, возьмите уже немного заслуг!“». Адичи также отметила, что Обама был склонен к чрезмерной самокритичности, в манере, которую она описала как «более тёмную, чем самосознание, но не такую темную, как ненависть к себе». Она также отмечает, что крайнее самосознание, возможно, способствовало его «здоровой человечности» и «глубокой щедрости», в том числе его похвала окружающим. Адичи продолжила, написав: «И все же, несмотря на всю его безжалостную самооценку, очень мало того, что лучшие мемуары приносят: истинное самораскрытие». Адичи обвинила в этом отстранённый стиль Обамы, сказав, что «[это] похоже на то, что, поскольку он с подозрением относится к преувеличенным эмоциям, сами эмоции подавляются». Позже она заявила, что «лучшие части мемуара — это удивительные „сплетничающие“ фрагменты».
В своей статье в журнале Slate, Лора Миллер резюмировала первоначальные отзывы о книге, заявив, что она «достойна восхищения, но, в зависимости от их точки зрения, недостаточно интимна, лишена расового негодования или просто немного мрачна». Миллер также отметила, что многие критики книги жаловались. о длине книги и о том, что, несмотря на её объем, это первый из нескольких томов. Миллер отмечает, что в книге есть тенденция предоставлять «то, что некоторые считают избытком справочной информации» при описании ситуаций и протоколов. Далее в обзоре отмечается, что многие объяснения могут показаться «исправительными для опытного наблюдателя исполнительной власти», который, по признанию Миллера, «часто относится к тому типу людей, которых просят оценить такую книгу».

## Награды
Среди прочих одобрительных отзывов книга получила премию Goodreads Choice Awards 2020 за лучшие мемуары и автобиографию. Также книга была названа одной из «10 лучших книг 2020 года» по версии New York Times, одной из «50 заметных произведений научной литературы 2020 года» по версии The Washington Post, одной из «Лучших политических книг 2020 года» по версии The Guardian и одной из «Лучших политических книг 2020 года» по версии Marie Claire.